# مارتا هادسون
مارتا هادسون (انگلیسی: Martha Hudson؛ زادهٔ ۲۱ مارس ۱۹۳۹) دونده اهل ایالات متحده آمریکا بود.
وی در مسابقات کشوری و بین‌المللی در مجموع برندهٔ ۱ مدال طلا شده‌است.